# Breining
Breining ist ein deutscher Familienname. Zu Herkunft und Bedeutung siehe Breuning.

## Namensträger
- Christine Breining (* 1962), deutsche Rechtswissenschaftlerin, siehe Christine Kaufmann (Rechtswissenschafterin)
- Jörg Breining (1440–um 1526), deutscher Spruchdichter, siehe Jörg Preining
- Michael Breining (* 1950), deutscher Regisseur und Filmeditor